# Blackfoot Sue
Blackfoot Sue — британський поп/рок-гурт, створений у 1970 році. Сингл, випущений у серпні 1972 року, Standing in the Road, досяг 4-го місця в UK Singles Chart.
Відсутність подальшого відчутного успіху призвела до того, що їх назвали гуртом одного хіта. Однак у них був ще один запис, який увійшов до UK Singles Chart. Sing Don't Speak досяг 36 місця в грудні 1972 року.
У листопаді 1972 року вони з'явилися в програмі німецького телебачення Disco. Подальші невдалі сингли з'явилися на лейблах DJM Records і MCA Records. Згідно з AllMusic, «їх списали як підліткову сенсацію, і вони розпалися в 1977 році».

## Учасники гурту
- Том Фармер (Tom Farmer), ім'я при народженні — Томас Лоуренс Фармер, 2 березня 1952 року, Бірмінгем, Англія — бас, клавішні, вокал
- Дейв Фармер (Dave Farmer), ім'я при народженні — Девід Ентоні Фармер, 2 березня 1952 року, Бірмінгем, Англія — ударні
- Едді Голга (Eddie Golga), ім'я при народженні — Едвард Джон Гогла, 4 вересня 1951 року, Бірмінгем, Англія — гітара, клавішні
- Алан Джонс (Alan Jones), ім'я при народженні — Алан Дуглас Джонс, 5 січня 1950 року, Бірмінгем, Англія — гітара, вокал[1][3]

## Пізніші втілення
Гурт припинив виступати наживо в 1977 році, але під назвою Liner записав студійний альбом Liner в 1979 році.
Альбом був випущений на лейблі Atlantic Records і спродюсований Аріфом Мардіном (Arif Mardin), він був записаний як у Великобританії, так і в США за участю сесійних музикантів з обох боків Атлантики, включаючи Мела Коллінза, Діка Морріссі (Dick Morrissey), Френка Вікарі (Frank Vicari) та Ронні Кубера (Ronnie Cuber) на саксофонах; плюс Сіссі Х'юстон (Cissy Houston), Марета Стюарт (Maretha Stewart) і Беверлі Інгрем (Beverly Ingram) на бек-вокалі.
До 50 найкращих хітів увійшли такі сингли гурту, як Keep Reaching Out For Love і You And Me. Обидва випущені на чорному вінілі та у вигляді дисків із зображеннями. You And Me також був другорядним американським хітом.
Четвертий оригінальний учасник гурту, Алан Джонс, пізніше емігрував до Сіднея, Австралія.
До 1984 року вони сформували тріо Outside Edge, записавши ще чотири альбоми під цією назвою.
У 1993 році гурт повернув собі початкову назву, Blackfoot Sue. Останній концерт гурту Blackfoot Sue відбувся у лондонському закладі London Astoria в 1999 році.

## Дискографія

### Blackfoot Sue
- Nothing To Hide (1973)
- Strangers (1974)
- Gun Running — Unreleased (1975)
- The Best of Blackfoot Sue (1996)
- Talk Radio (1995) — re-released in 1998 as Red On Blue

### Liner
- Liner (1979)
- Keep Reaching Out For Love
- Strange Fascination
- You And Me
- So Much In Love Again
- Run To The Night
- Sweet Music
- (You Know That) It's Alright
- Ship On The Ocean
- Night Train
- Window Pane

### Outside Edge
- Outside Edge (1984)
- Running Hot (1986)
- In Concert (1986)
- More Edge (1987)
- Call Me (1990)